# 이베로아메리카 정상회의
이베로 아메리카 정상회의(스페인어: Cumbres Iberoamericanas de Jefes de Estado y de Gobierno)란, 1991년부터 스페인, 포르투갈과 두 나라의 식민지였던 라틴 아메리카의 국가들이 참가하여 개최되고 있는 국제 회의이다. 2001년에 푸에르토리코가 준가맹국(독립국은 아니기 때문에)으로서 2004년부터 안도라가 정식 가맹국이 되었으며, 2009년부터 필리핀과 적도 기니(양쪽 모두 구스페인령)가 준가맹국이 되었다.

## 가입국
- 과테말라
- 니카라과
- 도미니카 공화국
- 멕시코
- 베네수엘라
- 볼리비아
- 브라질
- 스페인
- 아르헨티나
- 안도라
- 에콰도르
- 엘살바도르
- 온두라스
- 우루과이
- 칠레
- 코스타리카
- 콜롬비아
- 쿠바
- 파나마
- 파라과이
- 페루
- 포르투갈

## 준가맹국 및 지역
- 적도 기니
- 푸에르토리코
- 필리핀
- 대한민국
- 네덜란드
- 아이티
- 이탈리아
- 프랑스
- 벨기에
- 일본
- 모로코

## 회원국 현황
| 번호 | 회원국                       | 가입연도        | 회원국 등급 | 언어                                                   | 지역                                     | 면적Km2   | 기타                                                                            |
| ---- | ---------------------------- | --------------- | ----------- | ------------------------------------------------------ | ---------------------------------------- | --------- | ------------------------------------------------------------------------------- |
| 1    | 스페인                       | 1991년 7월 19일 | 정회원국    | 스페인어                                               | 남유럽, 이베리아반도                     | 504,030   | 스페인어권 의장국,주도국,종주국,수장국/이베로 아메리카 기구 양대산맥,쌍두마차   |
| 2    | 포르투갈                     | 1991년 7월 19일 | 정회원국    | 포르투갈어                                             | 남유럽, 이베리아반도                     | 92,391    | 포르투갈어권 의장국,주도국,종주국,수장국/이베로 아메리카 기구 양대산맥,쌍두마차 |
| 3    | 안도라                       | 2004년          | 정회원국    | 카탈루냐어                                             | 남유럽, 이베리아반도                     | 468       | 프랑코포니 정회원국                                                             |
| 4    | 브라질                       | 1991년 7월 19일 | 정회원국    | 포르투갈어                                             | 남아메리카                               | 8,515,767 | 회원국 최대 면적                                                                |
| 5    | 과테말라                     | 1991년 7월 19일 | 정회원국    | 스페인어                                               | 중앙아메리카                             | 108,889   |                                                                                 |
| 6    | 도미니카 공화국              | 1991년 7월 19일 | 정회원국    | 스페인어                                               | 중앙아메리카                             | 48,442    |                                                                                 |
| 7    | 멕시코                       | 1991년 7월 19일 | 정회원국    | 스페인어                                               | 북아메리카                               | 1,972,550 |                                                                                 |
| 8    | 베네수엘라                   | 1991년 7월 19일 | 정회원국    | 스페인어                                               | 남아메리카                               | 916,445   |                                                                                 |
| 9    | 볼리비아                     | 1991년 7월 19일 | 정회원국    | 스페인어, 케추아어, 아이마라어, 과라니어외 34개 공용어 | 남아메리카                               | 1,098,581 |                                                                                 |
| 10   | 아르헨티나                   | 1991년 7월 19일 | 정회원국    | 스페인어                                               | 남아메리카                               | 2,780,400 |                                                                                 |
| 11   | 에콰도르                     | 1991년 7월 19일 | 정회원국    | 스페인어                                               | 남아메리카                               | 283,560   |                                                                                 |
| 12   | 엘살바도르                   | 1991년 7월 19일 | 정회원국    | 스페인어                                               | 중앙아메리카                             | 21,040    |                                                                                 |
| 13   | 우루과이                     | 1991년 7월 19일 | 정회원국    | 스페인어                                               | 남아메리카                               | 176,215   |                                                                                 |
| 14   | 온두라스                     | 1991년 7월 19일 | 정회원국    | 스페인어                                               | 중앙아메리카                             | 112,492   |                                                                                 |
| 15   | 칠레                         | 1991년 7월 19일 | 정회원국    | 스페인어                                               | 남아메리카                               | 756,950   |                                                                                 |
| 16   | 코스타리카                   | 1991년 7월 19일 | 정회원국    | 스페인어                                               | 중앙아메리카                             | 51,100    |                                                                                 |
| 17   | 콜롬비아                     | 1991년 7월 19일 | 정회원국    | 스페인어                                               | 남아메리카                               | 1,141,748 |                                                                                 |
| 18   | 쿠바                         | 1991년 7월 19일 | 정회원국    | 스페인어                                               | 북아메리카, 카리브 제도, 대앤틸리스 제도 | 110,860   |                                                                                 |
| 19   | 파나마                       | 1991년 7월 19일 | 정회원국    | 스페인어                                               | 중앙아메리카                             | 75,517    |                                                                                 |
| 20   | 파라과이                     | 1991년 7월 19일 | 정회원국    | 스페인어, 과라니어                                     | 남아메리카                               | 406,750   |                                                                                 |
| 21   | 페루                         | 1991년 7월 19일 | 정회원국    | 스페인어, 케추아어, 아이마라어                         | 남아메리카                               | 1,285,216 |                                                                                 |
| 22   | 니카라과                     | 1991년 7월 19일 | 정회원국    | 스페인어                                               | 중앙아메리카                             | 130,000   |                                                                                 |
| 23   | 적도 기니                    | 2009년          | 준회원국    | 스페인어, 포르투갈어, 프랑스어                         | 중앙아프리카                             | 28,051    |                                                                                 |
| 24   | 푸에르토리코미국 자유 연합주 | 2001년          | 준회원국    | 스페인어, 영어                                         | 북아메리카, 카리브 제도.대앤틸리스 제도  | 9,104     |                                                                                 |
| 25   | 필리핀                       | 2009년          | 준회원      | 영어, 타갈로그어                                       | 동남아시아, 말레이 제도                  | 300,000   |                                                                                 |

## 같이 보기
- 프랑코포니
- 영국 연방
- 포르투갈어 사용국 공동체
- 입 닥치지 못할까?
- 네덜란드어 연합